# Tanaostigmodes sulcatus
Tanaostigmodes sulcatus är en stekelart som beskrevs av Lasalle 1987. Tanaostigmodes sulcatus ingår i släktet Tanaostigmodes och familjen Tanaostigmatidae. Inga underarter finns listade i Catalogue of Life.